# Rajeev Bagga
Rajeev Bagga (* 6. April 1967) ist ein hörbehinderter indischer Badmintonspieler. 

## Karriere
Trotz seiner Behinderung schaffte es Rajeev Bagga, sich sportliche Erfolge auf höchstem nationalen und internationalen Niveau zu erkämpfen. 1991 und 1992 wurde er indischer Meister im Herreneinzel. 1997 siegte er bei den Titelkämpfen im  Herrendoppel mit Vinod Kumar. Im neuen Jahrtausend wechselte er nach England und gewann für seine neue Heimat mehrere Medaillen bei Seniorenwelt- und Europameisterschaften.

## Sportliche Erfolge
| Saison | Veranstaltung                              | Disziplin    | Platz | Name                        |
| ------ | ------------------------------------------ | ------------ | ----- | --------------------------- |
| 1991   | Weltmeisterschaft                          | Herrendoppel | 33    | Rajeev Bagga / Vinod Kumar  |
| 1991   | Indien: Einzelmeisterschaften              | Herreneinzel | 1     | Rajeev Bagga                |
| 1992   | Indien: Einzelmeisterschaften              | Herreneinzel | 1     | Rajeev Bagga                |
| 1997   | Indien: Einzelmeisterschaften              | Herrendoppel | 1     | Rajeev Bagga / Vinod Kumar  |
| 2003   | Badminton-Weltmeisterschaft der Gehörlosen | Herreneinzel | 1     | Rajeev Bagga                |
| 2008   | Senioren-Europameisterschaft 40+           | Herreneinzel | 1     | Rajeev Bagga                |
| 2008   | Senioren-Europameisterschaft 40+           | Herrendoppel | 1     | Rajeev Bagga / Dave Wood    |
| 2009   | Senioren-Weltmeisterschaft 40+             | Herreneinzel | 2     | Rajeev Bagga                |
| 2009   | Senioren-Weltmeisterschaft 40+             | Herrendoppel | 3     | Rajeev Bagga / David Wood   |
| 2010   | Senioren-Europameisterschaft 40+           | Mixed        | 2     | Rajeev Bagga / Sue Crompton |
| 2010   | Senioren-Europameisterschaft 40+           | Herreneinzel | 1     | Rajeev Bagga                |